# یواس‌اس جیسون (ای‌سی-۱۲)
یواس‌اس جیسون (ای‌سی-۱۲) (به انگلیسی: USS Jason (AC-12)) یک کشتی بود که طول آن ۵۳۶ فوت (۱۶۳ متر) بود. این کشتی در سال ۱۹۱۲ ساخته شد.